# Otto Tortilowicz von Batocki-Friebe
Karl Otto Friedrich Tortilowicz von Batocki-Friebe, forme abrégée du nom de famille : von Batocki, né sous le nom d'Otto Gerth (né le 31 mai 1835 à Coblence et mort le 11 septembre 1890 à Königsberg, Prusse-Orientale) est fidéicommis à Bledau (de), député du Reichstag et chambellan prussien.

## Biographie

### Origine
Otto Gerth ou von Batocki est issu d'une famille originaire de Lituanie. Il est le fils du juge de district prussien Wilhelm Gerth (1798-1835) et de son épouse Mathilde, née Friebe (1812-1874).
En tant que bénéficiaire de la fidéicommis de Bledau, Otto Gerth reçoit l'autorisation prussienne d'utiliser le nom « Friebe-Gerth » par un ordre extraordinaire du cabinet du 27 mars 1853. Le 28 mars 1857, il est élevé à la noblesse prussienne à Berlin sous le nom de « Tortilowicz von Batocki-Friebe ».

### Carrière
Il est chambellan royal prussien et fidéicommis au château de Bledau (de) en Prusse-Orientale. De 1877 à 1881, il est député du Reichstag pour la 4e circonscription du district de Königsberg (Fischhausen-Königsberg-Campagne) en tant que membre du Parti conservateur ; Il est également chevalier légal de l'Ordre de Saint-Jean.

### Famille
Otto von Batocki se marie avec la comtesse Fanny von Keyserlingk (née le 8 mars 1841 au manoir de Rautenburg et mort le 30 mai 1919 à Königsberg), fille du comte impérial Otto von Keyserlingk zu Rautenburg, le 11 novembre 1867 au manoir de Rautenburg (de) (arrondissement de Niederung, Prusse-Orientale), burgrave principal du royaume de Prusse et fidéicommis au manoir de Rautenburg, et de son épouse Emma, née baronne von Behr, de la branche de Stricken.
Le couple marié Otto et Fanny Tortilowicz von Batocki-Friebe a les enfants suivants :
- Adolf (1868-1944), président de l'Office alimentaire du Reich, député de la Chambre des seigneurs de Prusse, haut président de la province de Prusse-Orientale, professeur honoraire à l'Université de Königsberg marié en 1898 avec Paula comtesse von Kalnein (1871–1966), fille du chambellan prussien et capitaine Karl comte von Kalnein, maréchal en chef du royaume de Prusse et fidéicommis au manoir de Kilgis, et son épouse Ada, née comtesse zu Eulenburg (de)-Liebenberg
- Eberhard (1871-1924), lieutenant-colonel prussien marié en 1913 avec Anita Kullak-Ublick (1886-1933), fille de Friedrich Wilhelm Kullak-Ublick, propriétaire du domaine d'Ublick, député de la Chambre des seigneurs de Prusse, et de son épouse Elise, née Romeyke
- Wanda (1873-1946) mariée en 1893 avec Eugen von Deutsch (1870-1942), capitaine prussien (divorcé en 1924)
- Otto (1874-1914), mort au combat comme capitaine prussien et chef d'escadron dans le 3e régiment de cuirassiers marié en 1909 avec Ehrentraut von Klitzing (1884-1966), fille de l'administrateur de l'arrondissement d'Ortelsbourg et capitaine Hans von Klitzing et son épouse Anna, née baronne von Eckhardstein de la branche de Frögenau
- Hugo Tortilowicz von Batocki-Friebe (de) (1878-1920), administrateur de l'arrondissement de Tuchel mariée en 1909 avec Annemarie von Platen (1888-1969), fille du lieutenant-général prussien Julius von Platen (de) (branche de Parchow) et de son épouse Agnès, née von Woedtke (de)